# العلاقات اليمنية الناوروية
العلاقات اليمنية الناوروية هي العلاقات الثنائية التي تجمع بين اليمن وناورو.

## مقارنة بين البلدين
هذه مقارنة عامة ومرجعية للدولتين:
| وجه المقارنة                                              | اليمن         | ناورو                          |
| --------------------------------------------------------- | ------------- | ------------------------------ |
| المساحة (كم2)                                             | 555.00 ألف    | 21                             |
| عدد السكان (نسمة)                                         | 28.25 مليون   | 10.08 ألف                      |
| الكثافة السكانية (ن./كم²)                                 | 50.9          | 48.00 ألف                      |
| العاصمة                                                   | صنعاء، عدن    | ضاحية يارين                    |
| اللغة الرسمية                                             | اللغة العربية | اللغة الناورونية، لغة إنجليزية |
| العملة                                                    | ريال يمني     | دولار أسترالي                  |
| الناتج المحلي الإجمالي (بليون دولار)                      | 18.21 مليار   | 113.88 مليون                   |
| الناتج المحلي الإجمالي (تعادل القوة الشرائية) بليون دولار | 75.69 مليار   | 162.98 مليون                   |
| الناتج المحلي الإجمالي الاسمي للفرد دولار أمريكي          | 1.41 ألف      | 9.83 ألف                       |
| الناتج المحلي الإجمالي للفرد دولار أمريكي                 |               |                                |
| مؤشر التنمية البشرية                                      | 0.498         |                                |
| رمز المكالمات الدولي                                      | +967          | +674                           |
| رمز الإنترنت                                              | .ye           | .nr                            |
| المنطقة الزمنية                                           | ت ع م+03:00   | ت ع م+12:00                    |

## منظمات دولية مشتركة
يشترك البلدان في عضوية مجموعة من المنظمات الدولية، منها:
| علم المنظمة | اسم المنظمة                   | تاريخ انضمام اليمن | تاريخ انضمام ناورو |
| ----------- | ----------------------------- | ------------------ | ------------------ |
|             | الأمم المتحدة                 | 30 سبتمبر 1947     | 14 سبتمبر 1999     |
|             | منظمة حظر الأسلحة الكيميائية  | ?                  | ?                  |
|             | منظمة الشرطة الجنائية الدولية | ?                  | ?                  |
|             | الاتحاد الدولي للاتصالات      | 1931               | 10 يونيو 1969      |
|             | يونسكو                        | 2 أبريل 1962       | 17 أكتوبر 1996     |
|             | الاتحاد البريدي العالمي       | ?                  | ?                  |